# جبل العسكر
جبل العَسْكَر جبل يقع بجنوب غربي الجمهورية التونسية، جنوب شرقي مدينة قفصة وشمال شط الفجاج. يبلغ ارتفاعه 608 م.
- جبل العسكر واحد من سلسلة جبال الشارب التي تمتدّ من شرق الجريد (ولاية توزر) في الجنوب الغربي من قطر تونس من بوهلال دغومس.

إلى خشم غويل وأمّ علي ,وتقع شمال نفزاوة ولاية قبلّي ,وجنوب شرق ولاية قفصة.